# Henryk Szymanowski
Henryk Mieczyslaw Szymanowski (* 11. April 1952 in Krakau) ist ein ehemaliger polnischer Fußballspieler, der auf der Position eines Verteidigers lange Zeit beim polnischen Verein Wisła Krakau spielte.

## Karriere als Spieler

### Verein
Henryk Szymanowski begann seine Karriere im Alter von elf Jahren beim Krakauer Verein Wisła Krakau, dort schnürte er für ganze 20 Jahre seine Schuhe. Im Jahre 1971 gab Henryk sein Kampfmannschaftsdebüt. Bis 1983 spielte er ganze 230 Ligaspiele, wo er auch drei Tore erzielte. Seine größten Erfolge mit Wisła Krakau waren der Meistertitel in der Saison 1977/78 und die Teilnahme am Pokal der Landesmeister 1978/79. Dort konnte er in der 1. Runde gegen FC Brügge und in der 2. Runde gegen FC Zbrojovka Brünn jeweils die Hin- und Rückspiele durchspielen. Im Viertelfinale wurde er jedoch nicht mehr berücksichtigt. 1983 wagte Henryk seinen ersten Wechsel und ging zum Stadtrivalen Cracovia. Über seine Zeit bei Cracovia ist nicht viel bekannt. Nach 3 Jahren ging er für ein Jahr ins Ausland zum unterklassigen österreichischen Verein SV Langenrohr. Danach verpflichtete der amerikanische Verein Eagles Yonkers New York den Polen. Dort blieb er für drei Jahre, dann beendete er seine Karriere.

### Nationalmannschaft
Henryk Szymanowski spielte während seiner ganzen Karriere nur ein einziges Mal für die polnische Nationalmannschaft.

## Karriere als Trainer
Ab 2008 war er Trainer bei Wawel Kraków, und ab 2010 Trainer bei MKS Maków Podhalański.

## Erfolge
- 1 × Meister Ekstraklasa: 1978

## Privates
Henryk Szymanowski ist der jüngere Bruder des Fußballspielers Antoni Szymanowski.